# Jesuitische Mission

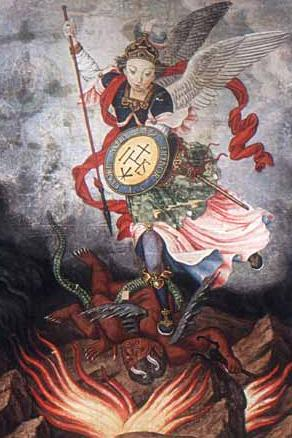
Höllensturz – Gemälde des jesuitischen Chinamissionars Giuseppe Castiglione, 18. Jh.
Das Christusmonogramm (IHS) auf dem Schild ist Symbol des Ordens

Jesuiten arbeiteten als Missionare in Asien (Indien, Indonesien, Japan, China, Philippinen, Tibet, Indochina) und Amerika, aber auch im christlichen Äthiopien und im Sinne der Gegenreformation in Europa.
Begeisterung für die Heidenmission weckten vor allem die Briefe des Jesuitenmissionars Francisco de Xavier. Zahlreiche junge Jesuiten baten darum, in die Mission entsandt zu werden. Im Archiv der Jesuiten in Rom sind rund 22.000 Bewerbungsbriefe (lateinisch litterae indipetarum) aus dem 17. und 18. Jahrhundert erhalten.

## Einteilung
Historisch lassen sich zwei Etappen der Jesuitenmission ausmachen:
- die „alte Mission“: von 1542 (Ankunft von Franz Xaver in Goa) bis zur Aufhebung des Jesuitenordens 1773
- die „neue Mission“: seit der Wiederherstellung des Ordens im Jahre 1814

In der zweiten Hälfte des 19. Jahrhunderts bekam die jesuitische Mission in Asien und Afrika aber deutliche protestantische, vor allem angloamerikanische Konkurrenz. Seit den 1980ern hat die Jesuitenmission erneut zugenommen.

## Asien

### Indien
1539 bat der portugiesische König Johann III. Papst Paul III. um Missionare für die portugiesischen Besitzungen in Ostindien. Nach seiner Ernennung zum Apostolischen Nuntius für das ganze Asien brach Francisco de Xavier y Jassu 1541 von Lissabon aus nach Indien auf und landete am 6. Mai 1542 in Goa. Drei Jahre lang arbeitete er mit großem Erfolg in Goa, bei den Perlfischern und im südindischen Gebiet Travancore.
Da sich Inder häufig aus Opportunismus taufen ließen, entstand das Problem, dass diese bald wieder zu ihrem alten Glauben zurückkehrten oder nebenher ihren alten Ritualen anhingen. Um die Reinheit der Lehre zu bewahren, bat Franz Xaver schließlich den portugiesischen König die Inquisition nach Indien zu schicken, welche einige Jahre später dort eintraf. Ab 1545 missionierte Franz Xaver auf der hinterindischen Halbinsel Malakka und auf mehreren Inseln der von den Portugiesen entdeckten Molukken im heutigen Indonesien.
Ab 1604 wirkte in Indien der Jesuit Roberto de Nobili. Durch seine starke Anpassung an indische Kultur und Lebenswirklichkeit erregte er das Missfallen anderer Missionare und musste sich nach einer Anklage 1619 vor dem Bischof in Goa verantworten.

### Japan

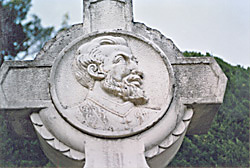
Xavier-Denkmal im japanischen Hirado

Auf Malakka traf Francisco de Xavier nach seiner Rückkehr im Jahr 1547 den Samurai Yajirō von Satsuma, dessen Berichte ihn überzeugten, auch Japan den christlichen Glauben zu bringen. Nach Regelung von Ordensangelegenheiten in Goa, das als eine Art Basis seiner Missionstätigkeit diente, trat er 1549 die Schiffsreise nach Nippon an. Der 15. August 1549 ist der Tag seiner Ankunft im Hafen von Kagoshima auf der japanischen Insel Kyushu. Rund drei Jahre lang verbrachte Francisco de Xavier mit Aufgaben der Mission in Japan. Er gründete in Yamaguchi die erste christliche Gemeinde. Zum japanischen Kaiser wurde er in Miyako (heute: Kyōto) 1551 nicht vorgelassen. Dennoch war seine Missionstätigkeit sehr erfolgreich. Er und seine Nachfolger konnten mehrere Daimyō bekehren, als ersten 1563 Ōmura Sumitada. Die christlichen Daimyō sandten 1582 eine Gesandtschaft nach Rom, um mit dem Papst Verbindung aufzunehmen.
Nach den Berichten der Jesuiten bauten sie über 200 Kirchen. Die Zahl der japanischen Christen soll damals bei 150.000 gelegen haben.
Ab 1587 kam es in Japan zu Christenverfolgungen. Der bekannteste japanische jesuitische Märtyrer war Paul Miki, der 1597 hingerichtet wurde.
Siehe auch: Christentum in Japan

### China
1582 reiste Matteo Ricci nach China. Dort ließ er sich zunächst in Chao-ch'ing in der Provinz Guangdong nieder, lernte Chinesisch und erstellte seine „Große Karte der zehntausend Länder“. 1589 ging er nach Shao-chou und unterrichtete dort westliche Mathematik, wie er sie von seinem Lehrer Clavius gelernt hatte. 1599 wechselte er, da Peking für Ausländer geschlossen war, nach Nanjing und arbeitete an mathematischen, astronomischen und geographischen Aufgaben. 1601 zog er dann nach Peking.
Seine Arbeit wurde von Nicolas Trigault fortgesetzt. Trigault wirkte als Missionar und Seelsorger in Nanjing, Hangzhou und vor allem in der Hauptstadt Peking. 1614 wurde er zum Prokurator der Ordensprovinz Japan und China ernannt. Im Laufe des Jahres 1615 erwirkte Trigault wichtige Zugeständnisse von Papst Paul V. Speziell der Mission in China war es nun gestattet, die gesamte Liturgie in der Landessprache (und nicht mehr zwingend in Latein) zu feiern. Außerdem durften die Missionare in China ihre Bekleidung bei liturgischen Feiern der Landestracht anpassen. Zusätzlich brachte Trigault seinen Ordensgeneral Claudio Acquaviva dazu, China ordenspolitisch von Japan zu trennen und als unabhängige Ordensprovinz zu etablieren; mit ihm als Prokurator. Er stellte zur Jahreswende 1617/18 eine Gruppe von 22 Jesuiten zusammen. Diese Gruppe brach unter seiner Leitung Mitte April 1618 von Lissabon aus in Richtung China auf.  Im Juli 1619 erreichten sie Macau. Von dort aus gründeten sie u. a. die Missionen Henan und Kaifeng.
Ab Beginn der Qing-Dynastie wirkten zahlreiche Jesuiten als Astronomen, Geographen, Maler, Architekten oder Mathematiker am Kaiserhof. Zu den bekanntesten zählen Adam Schall von Bell sowie sein Nachfolger Ferdinand Verbiest. Aufgrund des Toleranzediktes des Kaisers Kangxi von 1692 konnten sie auch relativ ungehindert ihrer Missionsarbeit nachgehen. Auf Wunsch des Kaisers erstellte eine Gruppe um den Jesuiten Jean-Baptiste Régis zwischen 1701 und 1709 Landkarten, die ganz China abdeckten. 1720 zählte man in China ca. 300.000 Christen.
Bald kam es indes zu Spannungen mit dem Vatikan und den übrigen Orden, da die Jesuiten für die so genannte Akkommodation eintraten. Hiernach sollte den zum Christentum Konvertierten die Beibehaltung der äußeren Riten ihrer tradierten Religionen gestattet bleiben, u. a. etwa die konfuzianische Ahnenverehrung. 1742/44 setzte Papst Benedikt XIV. diesem so genannten Ritenstreit mit dem endgültigen Verbot der Akkommodation ein Ende, wodurch die jesuitische China-Mission zunehmend unter Druck des Kaisers Qianlong geriet. Die christliche Religion wurde unterdrückt, viele Missionare ausgewiesen. Nur besonders verdiente „Hofjesuiten“ wie Giuseppe Castiglione, Jean Denis Attiret, Joseph-Marie Amiot, Ignaz Sichelbarth oder Anton Gogeisl durften bleiben und weiterhin ihrer Arbeit nachgehen.
Siehe auch: Katholische Kirche in China

### Ausweitung
1595 kamen jesuitische Missionare auf die Philippinen, wo sie in Baclayon eine Kirche bauten. Alexandre de Rhodes kam 1619 nach Indochina und konnte nach seiner Schätzung 6700 Vietnamesen taufen. 1625 kam der Jesuit Antonio Freire de Andrade in das Gebiet des Himalaya. Unter Mutio Vitelleschis Führung expandierte die Mission nach Tibet (1661 kamen Grueber und d’Orville und 1715–16 Desideri und Freyre nach Lhasa). In Korea beeinflusste die Jesuitenmission die „westliche Lehre“ (Sonhak).
In Vietnam und Kambodscha gewannen seit dem 18. Jahrhundert schließlich französische Missionare immer mehr an Einfluss (Pierre Pigneau de Behaine). Unter dem Vorwand, diese Missionare vor antiwestlichen Übergriffen zu schützen, intervenierte Frankreich schließlich 1858 in Vietnam und annektierte bis 1885 ganz Indochina.

## Amerika

### Südamerika
1549 begann Manuel da Nobrega mit der Mission im Gebiet des heutigen Brasilien. 1568 begann die Mission im Vizekönigreich Peru, in die José de Acosta 1571 entsandt wurde. Bald entstanden die Missionsprovinzen Maynas (im peruanischen Raum) und Moxos bzw. Mojos (im Nordosten des heutigen Bolivien). In Paraguay bestand von 1610 bis 1767 ein sogenannter „Jesuitenstaat“, in welchem die Jesuiten unter den Indianern ein christliches Sozialsystem eingeführt hatten. Auf diese Art konnten die Indianer in so genannten Reduktionen unabhängig von den spanischen und portugiesischen Kolonialherren und in Sicherheit vor ihnen leben (z. B. in den Jesuitenmissionen La Santisima Trinidad de Paraná und Jesus de Tavarangue). Viele Jesuiten führten Studien der südamerikanischen Sprachen aus, so Filippo Salvatore Gilii im Orinoko-Gebiet. Die Jesuiten setzten bei ihrer Missionsarbeit Musik – liturgische Lieder, Gesänge in einheimischen Sprachen, komponierte Messen, Lamentationen, Passionen sowie Opern- und Theateraufführungen – als Mittel der Missionierung ein.
Die jesuitische Mission in Lateinamerika wurde in Europa kontrovers beurteilt, besonders von Spanien und Portugal, wo man sie als Behinderung für die kolonialen Unternehmungen der eigenen Regierungen ansah. 1767 wurden die Jesuiten von den Spaniern aus Paraguay vertrieben.

### Mittelamerika
1617 bat der mittelamerikanische Stamm der Yaqui um die Entsendung von jesuitischen Missionaren, weil sie darin eine Bewahrung und Stärkung ihrer Territorialität sahen. Erst durch die Religion errangen sie ihre eigentliche ethnische Identität. Unter dem Protektorat der Jesuiten durchliefen sie einen Prozess der selektiven, selbstgewählten Akkulturation, der erst 1740 mit einem Aufstand der Yaqui und der Vertreibung der Jesuiten beendet wurde.

### Nordamerika

#### Neufrankreich/Kanada
Es gab zwei Versuche der Jesuitenmissionare, in Neufrankreich Fuß zu fassen. Der erste Versuch fand von 1611 bis 1613 unter Pierre Biard (1567–1622) und Ennemond Massé (1575–1646) in Acadia statt. Der zweite Versuch ging von 1625 bis 1629 und wurde von fünf französischen Jesuiten, Ennemond Massé, Charles Lalemant (1587–1674), Jean de Brébeuf (1593–1649), François Charton (1593–1657) und Gilbert Burel (1585–1661) geführt. Beide Male musste auf Grund britischer Überfälle und Eroberungsversuche abgebrochen werden. Die Franzosen gewannen 1632 wieder die Kontrolle über die Kolonien in Kanada und die Jesuitenmissionare kehrten zurück. Von da an wuchs die Anzahl der Missionare, Donnés (Gehilfen der Missionare) und Laienbrüder. Die Quellen sind über die Anzahl sehr ungenau, aber die Zahl der Missionare wird auf ungefähr 30 pro Jahr geschätzt, und im Zeitraum von 1632 bis 1760 waren insgesamt um die 300 Missionare in Neufrankreich tätig gewesen. Zwischen 1642 und 1649 wurden acht der Jesuitenmissionare rituell gefoltert und ermordet. Sie werden als die Kanadischen Märtyrer verehrt und wurden von der römisch-katholischen Kirche am 29. Juni 1930 heiliggesprochen.
Die Mehrheit der Missionare kehrte nicht wieder nach Frankreich zurück, sondern sie beendeten ihre Karriere in Neufrankreich oder verstarben während der Irokesenkriege Ende des siebzehnten Jahrhunderts. Die Aufgaben der Jesuiten in Neufrankreich betrafen vor allem die Christianisierung der indigenen Völker, mit denen die Franzosen handelten. Das waren anfangs vor allem die Huronen, Algonkin und Montagnais. Sie setzten sich auch für die Errichtung von Bildungsstätten wie Schulen, Bibliotheken oder Universitäten ein. Die Laval-Universität geht beispielsweise auf die Jesuiten zurück.
In den ersten Jahren der jesuitischen Missionen bestand die Hauptaufgabe der Missionare darin, die Sprachen und Kulturen der indigenen Völker verstehen zu lernen, um Anhaltspunkte in deren Kulturen und religiösem Verständnis zu finden, um die Christianisierung durchzuführen. Deshalb lebten einige Missionare, wie zum Beispiel Jean de Brébeuf, bei den jeweilig zu missionierenden Stämmen. Nomadische Stämme versuchte man, eher weniger erfolgreich, zuerst sesshaft zu machen, da man glaubte, nur Völker mit festem Wohnsitz seien auch zivilisiert. Nach dem Modell der sogenannten Reduktionen im heutigen Paraguay wurden Dorfgemeinschaften aufgebaut.
Die meisten indigenen Völker fassten die Missionare als Abgesandte des Königs von Frankreichs auf. Deshalb ließen sie die Jesuiten aus diplomatischen Gründen gewähren, da sie die Güter der Franzosen begrüßten und sie als Verbündete im Falle eines Krieges nicht missen wollten. Anfangs waren die Missionare relativ erfolgreich und schafften es, wichtige indigene Persönlichkeiten zu überreden, zum Christentum zu konvertieren. Die Situation für die Missionare wurde jedoch schwieriger, da bald klar wurde, dass das Christentum zu dieser Zeit exklusiv war und andere Arten von Glauben nicht tolerierte. Viele indigene Völker hatten den katholischen Glauben in ihr religiöses System aufgenommen, als Erweiterung. Die Missionare jedoch versuchten die religiösen Vorstellungen der Indigenen mit dem katholischen Glauben zu überschreiben, um sie so zu guten Christen zu machen. Die Angst vor der ewigen Verdammnis war noch sehr real im frühen siebzehnten Jahrhundert. Mit der Christianisierung wurde der Errettung der Seelen angestrebt. Die Bekehrung der Indigenen wurde deshalb als guter und notwendiger Akt angesehen.
Obwohl Ende des 17. Jahrhunderts Kritik gegen den Orden aufkam und die Aufklärung den Einfluss der Gesellschaft Jesu einschränkte, waren die Jesuitenmissionare in Neufrankreich weiterhin bedeutend. Sie überdauerten auch die Eroberung Neufrankreichs durch Großbritannien. Nach dem Verbot des Ordens verschwanden sie jedoch langsam. Nach der Wiederherstellung des Ordens 1814, kehrten 1842 die ersten neun Jesuitenmissionare zurück nach Kanada.

#### Kalifornien
Die Besiedlung Kaliforniens überließen die spanischen Könige ganz den Jesuiten. Diese gründeten 1697 Loreto in der Mitte Niederkaliforniens als erste Siedlung und Hauptstadt Kaliforniens. Nach der Gründung von mehreren Dutzend weiteren Spanischen Missionen in Niederkalifornien wurde das Missionswerk Ende des 18. Jahrhunderts von Franziskanern im heutigen US-Bundesstaat Kalifornien fortgeführt.

## Afrika
Im 17. Jahrhundert, eigentlich schon unmittelbar im Anschluss an den „Mohammedanersturm“ des Sultanats Adal, begannen die Jesuiten 1557 mit der Mission Äthiopiens. Kaiser Claudius wies sie zwar zurück, doch gelang es ihnen, 1603 Kaiser Dengel († 1604) zum Übertritt zu bewegen. Dessen Nachfolger Sissinios (Susenyos, Sissionos, Socinius) stimmte zwar zunächst sogar einer Kirchenunion mit Rom zu (wie schon um 1450 Kaiser Konstantin I.), widerrief dann aber 1630, weil er die Unzufriedenheit seiner Untertanen fürchtete. Gestürzt und getötet wurde er 1632 dennoch, sein Nachfolger Fasilides (1632–1667) vertrieb die Jesuiten oder ließ sie hinrichten, ebenso wie muslimische Missionare. Das Land kehrte zum orthodoxen Christentum koptischer Prägung zurück.
Im Munhumutapa-Reich (im Gebiet des heutigen Simbabwe) missionierte 1560/1561 Gonçalo da Silveira.

## Methode der Mission
Zur Gewinnung neuer Christen war die Anpassung äußerlicher Formen an die Gebräuche und Gewohnheiten des Volkes üblich. Eine umfassende Organisation der Missionstätigkeit, regelmäßige Berichte, der Bau von Schulen und das Einbeziehen örtlicher Hilfswilliger sollten Schlüssel zum Erfolg der Missionsarbeit sein. Die Anpassung an Volksbräuche wurde aber als Synkretismus kritisiert und diese Art von Missionierung verboten.
Die Mission wird heute folgendermaßen definiert:
Im Zeitalter der Globalisierung und der Einen Welt hat der Einsatz in der Mission auch für die Jesuiten eine neue Bedeutung gewonnen. Die Option für die Armen und der Einsatz für Glaube und Gerechtigkeit konkretisieren sich in zahlreichen Institutionen und Projekten der Missions- und Entwicklungshilfe, mit denen der Orden seit den 80er Jahren verstärkt kooperiert.